# Харви, Мэри-Софи
Мэри-Софи Харви (англ. Mary-Sophie Harvey; род. 11 августа 1999, Труа-Ривьер, Квебек) — канадская пловчиха, многократный призёр чемпионатов мира, трёхкратный чемпион Панамериканских игр 2023 года. Участница летних Олимпийских игр 2020 и 2024 годов.

## Спортивная карьера
На Панамериканских играх 2019 года в столице Перу завоевала четыре медали, из которых три серебряных и одна бронзовая.
В 2021 году приняла участие в летних Олимпийских играх, которые состоялись в Токио. Выступила на одной эстафетной дистанции — 4 по 200 метров вольным стилем, где в составе Канады заняла итоговое 4-е место.
На чемпионате мира в Будапеште, в 2022 году, стала бронзовым призёром в эстафете 4 по 200 метров вольным стилем.
В ходе чемпионата мира по плаванию на короткой воде в 2022 году в Мельбурне завоевала две индивидуальные медали: бронзу и серебро.
Осенью 2023 года принимала участие в составе канадской сборной в Панамериканских играх, которые состоялись в Сантьяго. Стала трёхкратной чемпионкой Игр. В индивидуальных заплывах выиграла на 200 метрах вольным стилем.
В июле-августе 2024 года приняла участие в летних Олимпийских играх в Париже. На своей излюбленной дистанции 200 метров вольным стилем вошла в финал А и заняла итоговое четвёртое место. Также принимала участие в различных эстафетах, но олимпийских медалей не завоевала.
На чемпионате мира в 25-метровом бассейне, в декабре 2024 года в Будапеште, стала обладательницей бронзовой медали на дистанции 400 метров вольным стилем, также была бронзовой в эстафете 4 по 100 метров вольным стилем.